# 1225 Ariane
För andra betydelser, se Ariane.
1225 Ariane är en asteroid i huvudbältet som upptäcktes den 23 april 1930 av den holländske astronomen Hendrik van Gent.
Asteroidens preliminära beteckning var 1930 HK. Asteroiden fick senare namn efter det huvudpersonen Ariane Leprieur i teaterpjäsen Le Chemin de Crête av den franske dramatikern och filosofen Gabriel Marcel.
Den tillhör asteroidgruppen Flora.
Arianes senaste periheliepassage skedde den 18 december 2022. Asteroidens rotationstid har beräknats till 5,51 timmar Fotometriska observationer 2003 gav rotationstiden 5,529 ± 0,002 timmar, med en ljuskurva som varierar i ljusstyrka med 0,40 ± 0,02 magnituder.